# Campionati europei di atletica leggera 2006 - Maratona femminile
La gara di maratona femminile si è tenuta il 12 agosto.

## Classifica finale
| Pos             | Nome                     | Nazione       | Tempo   | Note |
| --------------- | ------------------------ | ------------- | ------- | ---- |
| 1               | Ulrike Maisch            | Germania      | 2:30:01 | PB   |
| 2               | Olivera Jevtić           | Serbia        | 2:30:27 |      |
| 3               | Irina Permitina          | Russia        | 2:30:53 |      |
| 4               | Živilė Balčiūnaitė       | Lituania      | 2:31:01 | SB   |
| 5               | Bruna Genovese           | Italia        | 2:31:15 |      |
| 6               | Alevtina Biktimirova     | Russia        | 2:31:23 |      |
| 7               | Deborah Toniolo          | Italia        | 2:31:31 |      |
| 8               | Giovanna Volpato         | Italia        | 2:32:04 |      |
| 9               | Anna Incerti             | Italia        | 2:32:53 | PB   |
| 10              | Anália Rosa              | Portogallo    | 2:32:56 | PB   |
| 11              | Claudia Dreher           | Germania      | 2:33:53 |      |
| 12              | Nailiya Yulamanova       | Russia        | 2:35:26 |      |
| 13              | Kirsten Melkevik Otterbu | Norvegia      | 2:35:59 | SB   |
| 14              | Susanne Hahn             | Germania      | 2:36:17 |      |
| 15              | Anna Rahm                | Svezia        | 2:36:48 |      |
| 16              | Tracey Morris            | Gran Bretagna | 2:37:34 |      |
| 17              | Alina Gherasim           | Romania       | 2:37:57 |      |
| 18              | Maija Oravamäki          | Finlandia     | 2:39:17 |      |
| 19              | Annemette Aagaard        | Danimarca     | 2:39:29 |      |
| 20              | Lena Gavelin             | Svezia        | 2:39:36 |      |
| 21              | Marcella Mancini         | Italia        | 2:40:47 |      |
| 22              | Nili Abramski            | Israele       | 2:41:23 | SB   |
| 23              | Albina Ivanova           | Russia        | 2:42:02 |      |
| 24              | Natalya Volgina          | Russia        | 2:42:23 |      |
| 25              | Carmen Oliveras          | Francia       | 2:43:25 |      |
| 26              | Magdaliní Gazéa          | Grecia        | 2:46:08 |      |
| 27              | María José Pueyo         | Spagna        | 2:47:27 |      |
| 28              | Fatima Yvelain           | Francia       | 2:48:09 |      |
| 29              | Elena Fetizon            | Francia       | 2:57:48 |      |
| Atleti ritirati |                          |               |         |      |
|                 | Ana Dias                 | Portogallo    |         | DNF  |
|                 | Luminita Zaituc          | Germania      |         | DNF  |
|                 | Fátima Silva             | Portogallo    |         | DNF  |
|                 | Rosaria Console          | Italia        |         | DNF  |
|                 | Lisa Blommé              | Svezia        |         | DNF  |

L'Italia vince la Coppa Europa di maratona.